# Herkulanerinnen

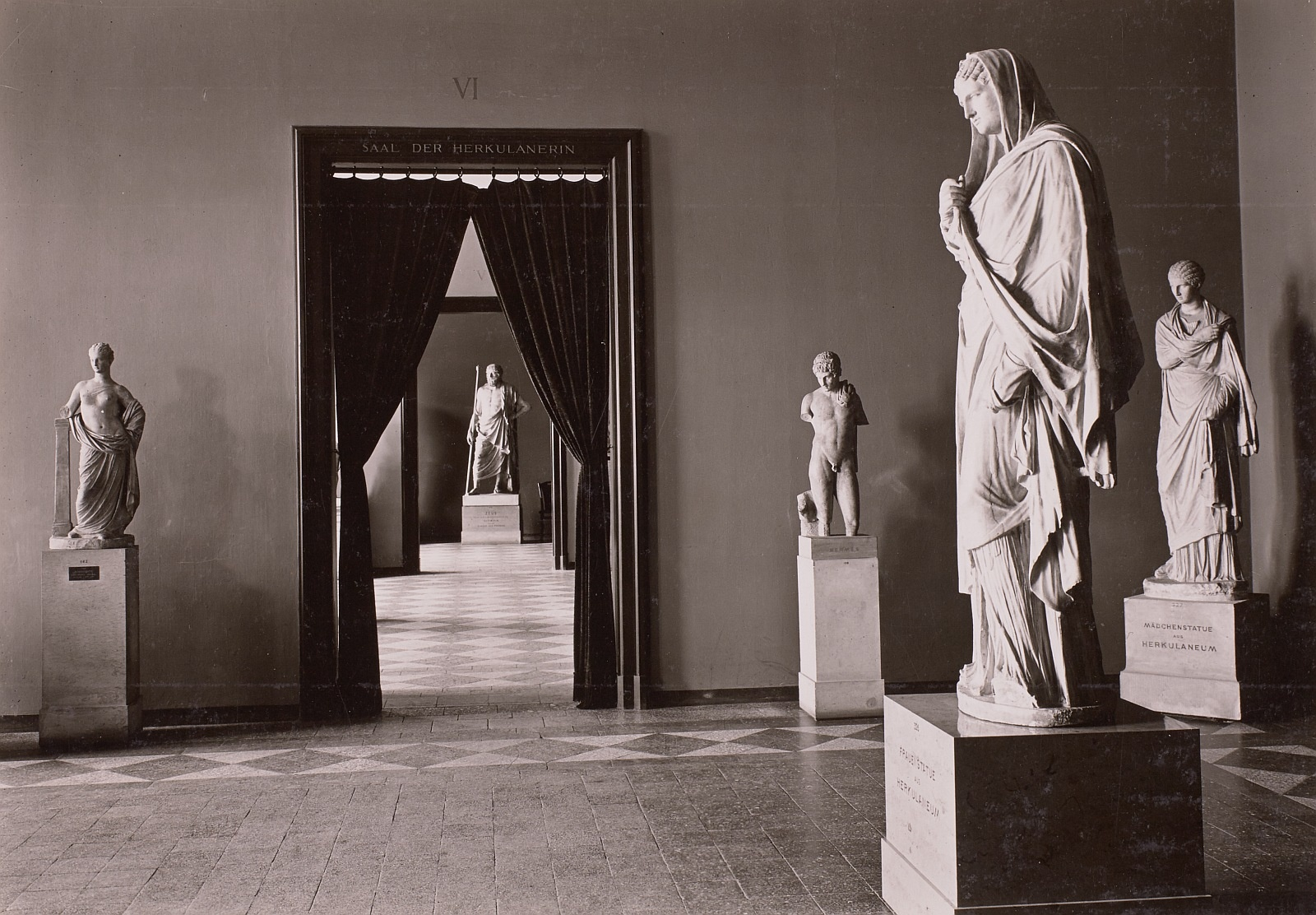
Skulpturensammlung im Albertinum: Blick vom Saal der Herkulanerin auf den Dresdner Zeus (1935)

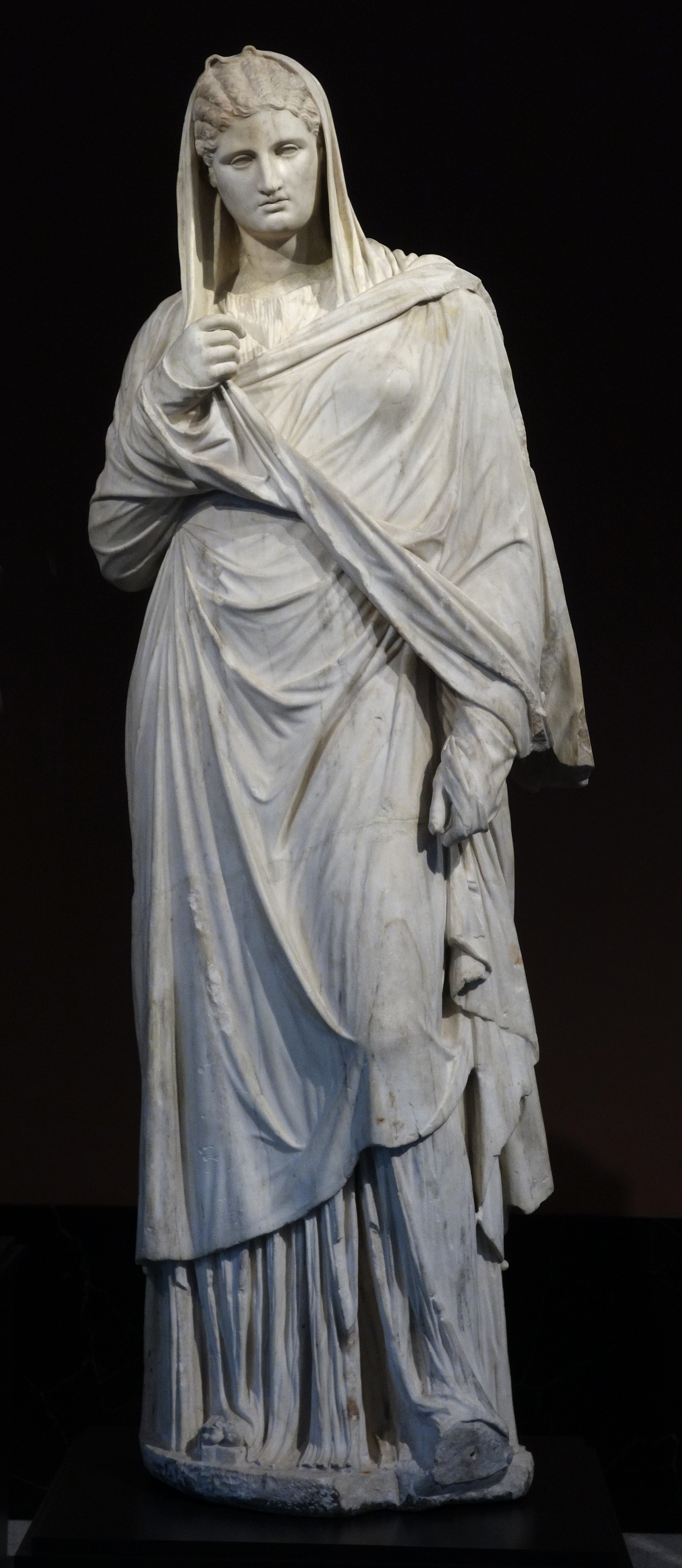
Große Herkulanerin

Als Herkulanerinnen werden drei antike Statuen bezeichnet, die sich heute in der Skulpturensammlung der Staatlichen Kunstsammlungen Dresden befinden: die Große Herkulanerin und zwei kleine Herkulanerinnen. Die Statuen sind römische Kopien griechischer Werke, sie wurden zwischen 1706 und 1713 im Theater von Herculaneum ausgegraben. Im weiteren Sinne werden auch Gewandskulpturen ohne weitere Attribute aus derselben Zeit als Herkulanerin bezeichnet.

## Provenienz
Auf dem Gebiet der beim Vesuvausbruch 79 n. Chr. verschütteten Stadt Herculaneum stieß 1706 ein Bauer beim Ausschachten eines Brunnens zufällig auf die Reste des Theaters von Herculaneum. Der französische Aristokrat Emmanuel Maurice de Lorraine, duc d’Elbeuf, der als Kommandant der österreichischen Armee in Neapel stationiert war, kaufte das Gelände. Bis 1713 ließ er auf eigene Kosten Ausgrabungen durchführen. Dabei wurden die 1,95 m hohe Große und die beiden 1,70 m hohen kleinen Herkulanerinnen gefunden. Elbeuf schenkte die drei Herkulanerinnen Prinz Eugen nach Wien, wo sie in der Sala terrena des Unteren Belvedere ihren Platz fanden. Im Rückblick würdigte der Archäologe Winkelmann in seiner einflussreichen Schrift Gedancken über die Nachahmung der griechischen Werke in der Mahlerey und Bildhauer-Kunst von 1755 (2. Aufl. 1756) die von Prinz Eugen veranlasste Inszenierung der antiken Statuen in dem Wiener Schlossbau:
„Dieser große Kenner der Künste, um einen vorzüglichen Ort zu haben, wo dieselben könnten aufgestellet werden, hat vornehmlich für diese drei Figuren eine Sala terrena bauen lassen, wo sie nebst einigen andern Statuen ihren Platz bekommen haben.“:19
Aus dem Nachlass Eugens erwarb der sächsische Kurfürst Friedrich August II. 1736/37 die drei Herkulanerinnen für seine Antikensammlung in Dresden, die heute Teil der Staatlichen Kunstsammlungen Dresden ist. Die Verbringung von Wien nach Dresden wurde von Winckelmann allerdings kritisiert, obwohl dessen erste Berührungen mit griechischer Plastik im Antikensaal in Dresden stattgefunden hatten:
„Die ganze Akademie und alle Künstler in Wien waren gleichsam in Empörung, da man nur noch ganz dunkel von derselben Verkauf sprach, und ein jeder sahe denselben mit betrübten Augen nach, als sie von Wien nach Dresden fortgeführet wurden.“:19

## Deutung und Bedeutung
Die drei Statuen sind Marmorkopien aus republikanischer Zeit älterer griechischer Werke. Die griechischen Originale stammen aus der Zeit um 300 v. Chr., sie werden meist Praxiteles oder seinem engsten Umkreis zugeschrieben.
Die drei Herkulanerinnen inspirierten Johann Joachim Winckelmann 1755 zu seiner epochemachenden Studie „Gedanken über die Nachahmung der Griechischen Werke in der Malerei und Bildhauerkunst“. Darin widmete er ihnen, die er für Vestalinnen hielt, mehrere Seiten und machte sie so bekannt: „Die drei Vestalen sind unter einem doppelten Titel verehrungswürdig. Sie sind die ersten großen Entdeckungen von Herkulaneum: allein was sie noch schätzbarer macht, ist die große Manier in ihren Gewändern. In diesem Teile der Kunst sind sie alle drei, sonderlich aber diejenige, welche größer ist als die Natur, der Farnesischen Flora und anderen griechischen Werken vom ersten Range beizusetzen. … Diese großen Meisterstücke der griechischen Kunst wurden schon unter den deutschen Himmel versetzet, und daselbst verehret.“:18
Die Bezeichnung Herkulanerinnen geht auf Karl August Böttiger zurück, der 1798 von den „hochgefeierten Ercolaneserinnen“ schrieb.
Die drei stehenden, in vornehme und stoffreiche Gewänder gehüllten Frauen schmückten einst das Bühnengebäude des antiken Theaters. Sie stellten keine Göttinnen dar, sondern vermutlich wohlhabende Bürgerinnen der städtischen Elite.
In römischer Zeit wurde dieses Bildschema für Porträtstatuen von Repräsentantinnen der Oberschicht übernommen. Statuen vom Typ der Großen Herkulanerin verbreiteten sich im gesamten Mittelmeerraum. Bekannt sind 153 Wiederholungen der Großen und 125 der Kleinen Herkulanerin, alle aus dem 2. Jahrhundert n. Chr. Ein bekanntes Beispiel ist die Statue der Plancia Magna in der pamphylischen Stadt Perge.

## Moderne Kopien

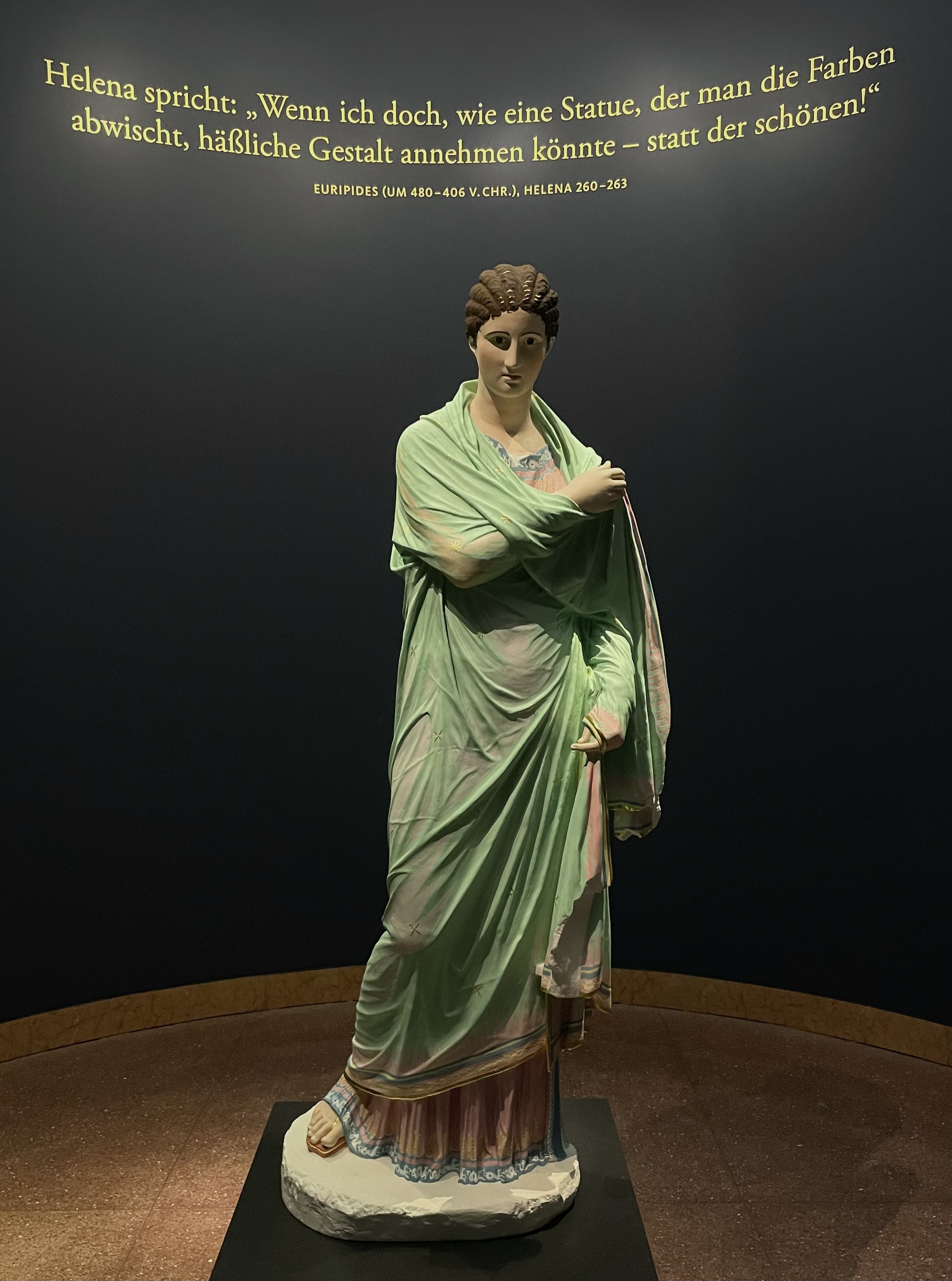
Experimentelle Farbrekonstruktion der sogenannten Kleinen Herkulanerin, Liebieghaus Frankfurt 2021

Seit den 1780er Jahren boten verschiedene Unternehmer wie der Leipziger Kunsthändler Carl Christian Heinrich Rost, der Weimarer Hofbildhauer Martin Gottlieb Klauer und das Gräflich-Einsiedelsche Eisenwerk zu Mückenberg bei Lauchhammer Kopien der Großen Herkulanerin in verschiedenen Materialien an.
- Den ersten Gipsabguss, der von der Großen Herkulanerin hergestellt wurde, schenkte Herzog Carl August von Sachsen-Weimar-Eisenach 1781 seiner Mutter Anna Amalia zum 42. Geburtstag.[6] Der Gipsabguss steht heute im Wittumspalais in Weimar. Weitere Gipsabgüsse befinden sich im Winckelmann-Museum Stendal, im Museum für Abgüsse Klassischer Bildwerke München, in der Abgußsammlung des Archäologischen Instituts der Universität Göttingen und in der Gipsabguss-Sammlung der Universität Hamburg.
- 1788 wurde eine Kopie der Großen Herkulanerin als Eisenkunstguss im Mückenberger Eisenwerk hergestellt und auf dem Rondell des Schlosshofes von Schloss Mückenberg aufgestellt. Ein Nachguss steht seit 2000 vor dem Standort des 1945 zerstörten Schlossanbaus (siehe Lauchhammer-West#Kultur und Sehenswürdigkeiten).
- Eine Kopie der Großen Herkulanerin aus Zinkguss steht in der Götterallee von Schloss Neustrelitz.
- Versuche zur Rekonstruktion der Farbigkeit: 1884 beauftragte der damalige Direktor der Dresdner Skulpturensammlung, Georg Treu, den Maler Ludwig Otto (1850–1920), den abgeformten Kopf der Großen Herkulanerin mit Wachsfarben zu bemalen.[7] Eine farbige Rekonstruktion der kleinen Herkulanerin war in der Wanderausstellung Bunte Götter – Die Farbigkeit antiker Skulptur zu sehen.